# چاه الله‌داد بلوچ‌زهی
چاه الله‌داد بلوچ‌زهی روستایی در دهستان پیشین بخش پیشین شهرستان راسک استان سیستان و بلوچستان ایران است.

## جمعیت
بر پایه سرشماری عمومی نفوس و مسکن در سال ۱۳۹۵ جمعیت این روستا ۸۴ نفر (۲۴خانوار) بوده‌است.